# Kosmos 2469
Kosmos 2469, ruski satelit sustava ranog upozorenja o raketnom napadu, iz programa Kosmos. Vrste je US-K (Oko br. 6071). 
Lansiran je 30. rujna 2010. godine u 17:01 UT s kozmodroma Pljesecka s mjesta 16/2. Lansiran je u visoku orbitu oko planeta Zemlje raketom nosačem Molnijom-M. Orbita mu je 607 km u perigeju i 39741 km u apogeju. Orbitne inklinacije je 62,81°. Spacetrackov kataloški broj je 37170. COSPARova oznaka je 2010-049-A. Zemlju obilazi u 717,64 minute. 
Ovo je posljednji put da je lansirana ova raketa nosač. Dio je konstelacije satelita US-KS/Oko: Kosmosa 2430, lansiranog listopada 2007. i Kosmosa 2446, lansiranog prosinca 2008. godine. Raspoređen je u orbitnu ravninu između orbitnih ravnina tih dvaju satelita, što znači da će upotpuniti konstelaciju a ne nadomjestiti nekog od postojećih djelatnih satelita.
Iz misije je ostalo nekoliko dijelova od više stupnjeva rakete: blok 2BL ostao je u visokoj orbiti, a 11S510 i BOZ vratili su se u atmosferu.

## Vanjske poveznice
- N2YO.com Search Satellite Database (engl.)
- Celes Trak SATCAT Format Documentation (engl.)
- Kunstman  Arhivirana inačica izvorne stranice od 12. kolovoza 2019. (Wayback Machine) Satellites in Orbit (engl.)